# Generals of the Future
Generals of the Future è un cortometraggio muto del 1914. Non si conosce il nome del regista del film, un documentario prodotto dalla Edison che venne girato all'accademia di West Point.

## Produzione
Il film fu prodotto dalla Edison Company.

## Distribuzione
Distribuito dalla General Film Company, il film - un cortometraggio di 150 metri - uscì nelle sale cinematografiche degli Stati Uniti il 14 settembre 1914. Nelle proiezioni, veniva programmato con il sistema dello split reel, accorpato in un'unica bobina con un altro cortometraggio prodotto dalla Edison, la commedia Buster Brown on the Care and Treatment of Goats.